# 中原呉郎
中原 呉郎（なかはら ごろう、1916年〈大正5年〉7月31日 - 1975年〈昭和50年〉6月12日）は、日本の医師。
詩人の中原中也は兄で、弟に伊藤拾郎がいる。山口県吉敷郡（現：山口市）出身。

## 来歴
中原謙助、フクの六人兄弟の五男として生まれる。1924年頃、弟の拾郎にハーモニカを教える。
1938年3月に山口高等学校を卒業して、4月に長崎医科大学に入学した。
1942年1月13日、医師免許証を取得し、同月20日に短期現役軍医として入隊する。
1946年、中原医院の事務員となる。
1955年には国立療養所多磨全生園厚生技官となる。1959年に整形外科医長に就任した。はにかに屋で大酒飲みだったが、深酒した翌日も絶対に休診することはなかったとされる。入所者や職員からは「呉郎ちゃん先生」と言われ、親しまれていた。
1975年6月12日、肝硬変により南多摩病院で死去（満58歳没）。
呉郎は肋膜炎に罹患していた山口中学校の2年間に文学作品を読みふけり、在校時に雑誌『詩園』を仲間たちと創刊したり、友人とともに中也の年表を発表している。
長崎医科大学時代には、詩集『煙の歌』を刊行した。
「中原中也の弟」と見られるようになった呉郎は腹が立ちしだいに詩作から離れて、中也や中原一族、種田山頭火の評論やエッセイ、小説などを書くようになった。

## 家族
- 父　中原謙助
- 母　中原フク
- 長兄　中原中也
- 三兄　中原恰三
- 四兄　中原思郎
- 弟　　伊藤拾郎

この他に次兄に亜郎がいたが、呉郎が生まれる前に病死している

## 著書
- 『中原呉郎追悼集』遊学文庫、1976年
- 『海の回路』昭和出版、1976年